# Legální věk způsobilosti k pohlavnímu styku

Legální věkové hranice pro pohlavní styk:

Jako legální věk způsobilosti k pohlavnímu styku (anglicky: age of consent) se označuje věková hranice, od které mohou mít lidé legálně pohlavní styk podle právního systému státu, jehož jsou občany. Tato věková hranice se v jednotlivých státech liší a vliv na ni mají i náboženské tradice.
V některých právních systémech není způsobilost k pohlavnímu styku podmíněna pouze věkovou hranicí, ale i manželstvím, v jiných právních systémech není věková hranice ošetřena vůbec. Některé země (Bahamy, Bermudy, Chile, Řecko či Paraguay, též Československo do roku 1990) mají oddělené věkové hranice pro heterosexuální a homosexuální pohlavní styk. V částech Kanady a Austrálie pak v minulosti existovala diferenciace ve věkové hranici pro vaginální a anální pohlavní styk.

## Situace v Evropě
Legální věk způsobilosti k pohlavnímu styku se liší podle zemí napříč celou Evropou. Španělsko má nejnižší věkovou hranici (13 let), naproti tomu Malta a Turecko mají nejvyšší věkovou hranici (18 let).

### Česko
V Česku je věková hranice pro legální pohlavní styk 15 let. Ta je specifikována § 187 trestního zákoníku (zákon č. 40/2009 Sb., trestní zákoník, ve znění pozdějších předpisů): „Kdo vykoná soulož s dítětem mladším patnácti let nebo kdo je jiným způsobem pohlavně zneužije, bude potrestán odnětím svobody na jeden rok až osm let.“
V Československu byl homosexuální pohlavní styk zakázán do roku 1961. Tehdejší nový trestní zákoník stanovil věkovou hranici způsobilosti pro homosexuální pohlavní styk na 18 let. Tato hranice byla v roce 1990 zrušena, resp. sjednocena s věkovou hranicí pro heterosexuální pohlavní styk na 15 letech.

### Chorvatsko
Legální věk způsobilosti k pohlavnímu styku v Chorvatsku je 14 let. Trestní zákoník jako takový v článku 192. zakazuje pohlavní styk s dítětem, ale odstavec 9 článku 89. definuje dítě jako „osobu, která nedovršila čtrnácti let života“.
Do roku 1977 byl v Chorvatsku jakožto součásti Jugoslávie zakázán homosexuální pohlavní styk. Legální věk způsobilosti byl vyrovnán v roce 1998.

### Itálie
Legální věk způsobilosti k pohlavnímu styku v Itálii je 14 let, s výjimkou pro osoby 13 let věku, které mohou mít pohlavní styk s osobami, které jsou méně než o tři roky starší. Legální věk způsobilosti je zvýšen na 16 let, pokud je jedním z účastníků osoba, která má na druhou osobu nějaký vliv (např. učitel, vychovatel).

### Rakousko
Legální věk způsobilosti k pohlavnímu styku v Rakousku je 14 let podle § 206 trestního zákoníku. Termín nezletilý (německy unmündig) je specifikován v odstavci 1, § 74 trestního zákoníku.

### Slovensko
Na Slovensku je legální věk způsobilosti k pohlavnímu styku stanoven na 15 let v odstavci 1 § 201 trestního zákoníku (zák. č. 300/2005 Z. z.): „Kto vykoná súlož s osobou mladšou ako pätnásť rokov alebo kto takú osobu iným spôsobom sexuálne zneužije, potrestá sa odňatím slobody na tri roky až desať rokov.“

### Spojené království

#### Anglie
Legální věk způsobilosti k pohlavnímu styku je v Anglii stanoven na 16 let podle zákona Sexual Offences Act 2003.
Věková hranice pro legální heterosexuální styk byla zavedena už v roce 1275 králem Eduardem I. na 12 let. Ve druhé polovině 16. století se věková hranice snížila na 10 let.
Obava, že by dívky byly prodány do nevěstinců, vedla parlament k tomu, že v roce 1875 zvedla věkovou hranici na 13 a po vydání Criminal Law Amendment Act 1885 na 16 let.

#### Skotsko
Od 1. prosince 2010 je legální věk způsobilosti k pohlavnímu styku ve Skotsku 16 let bez ohledu na pohlaví nebo sexuální orientaci. Před touto úpravou byla věková hranice stanovena na 14 let pro chlapce a 16 let pro dívky.
Mužský homosexuální styk byl ve Skotsku do roku 1980 nelegální. Věková hranice pro homosexuální styk byla zákonem Criminal Justice (Scotland) Act 1980 stanovena na 21 let, v roce 1995 snížena na 18 a v roce 2000 na 16 let.

#### Severní Irsko
Od roku 2008 je legální věk způsobilosti k pohlavnímu styku v Severním Irsku 16 let.

#### Wales
Legální věk způsobilosti k pohlavnímu styku je ve Walesu stanoven na 16 let.
Ve středověkém waleském právu neexistovala hranice pro legální pohlavní styk, ale dívky se mohly vdávat ve 12-14 letech. Pokutováno bylo znásilnění panen, přičemž pravidla závisela na stavu.

#### Gibraltar
Od roku 2011 je legální věk způsobilosti k pohlavnímu styku na Gibraltaru 16 let.

#### Ostrov Man
Od roku 2006 je legální věk způsobilosti k pohlavnímu styku na Ostrově Man 16 let.

### Španělsko
Legální věk způsobilosti k pohlavnímu styku ve Španělsku je 13 let podle článků 181 až 183 španělského trestního zákoníku. Je-li ale k získání souhlasu osoby mezi 13 a 16 lety užito podvodu, může být provinilec odsouzen na základě stížnosti rodičů a potrestán až dvěma roky vězení.

### Švýcarsko
Legální věk způsobilosti k pohlavnímu styku ve Švýcarsku je 16 let podle článku 187 federálního trestního zákoníku.

### Vatikán
Vatikán nemá svůj vlastní trestní zákoník. Místo toho na základě Lateránských smluv použil trestní zákoník Italského království platný v době jejich podpisu (1929) jako třetí pramen vatikánského trestního práva po kanonickém právu a papežských zákonech. Všechny změny italského trestního práva byly Vatikánem automaticky přejímány až do roku 2009, kdy vydal nařízení, že každá další změna musí být posouzena samostatně před jejím zařazením do vatikánského trestního práva. Odůvodnil to tím, že italských zákonů je příliš mnoho, stejně jako jejich novelizací a příliš často jsou v rozporu s učením katolické církve. Tato změna ale nemá zpětnou platnost, v italském trestním právu je od roku 1996 věk legální způsobilosti k pohlavnímu styku mezi 14 a 16 lety (vizte výše). Podle ve Vatikánu nadřazeného kanonického práva – konkrétně podle kánonu 1083, § 1 – „nemůže uzavřít platné manželství muž před ukončeným šestnáctým rokem a žena před ukončením čtrnáctého roku. (Vzhledem k tomu, že učení katolické církve vylučuje mimomanželský pohlavní styk – smilstvo – lze tyto hranice považovat za legální věk způsobilosti k pohlavnímu styku ve Vatikánu.)